# Atletismo nos Jogos Pan-Americanos de 2023 - 1500 m feminino
A competição de 1500 metros feminino do atletismo nos Jogos Pan-Americanos de 2023 foi disputada em 3 de novembro no Parque Deportivo Estadio Nacional, em Santiago, no Chile. No total, competiram 10 atletas de 9 Comitês Olímpicos Nacionais (CON).

## Calendário
Horário local (UTC-4).
| Data          | Horário | Fase  |
| ------------- | ------- | ----- |
| 3 de novembro | 20:10   | Final |

## Medalhistas
| Ouro   | VEN Joselyn Brea |
| Prata  | CUB Daily Cooper |
| Bronze | USA Emily Mackay |

## Recordes
Antes desta competição, os recordes mundiais e dos Jogos Pan-Americanos da prova eram os seguintes:
| Tipo                             | Atleta         | Tempo   | Local    | Data                |
| -------------------------------- | -------------- | ------- | -------- | ------------------- |
|                                  | Faith Kipyegon | 3:49.11 | Florença | 02 de junho de 2023 |
| Recorde dos Jogos Pan-Americanos | Mary Decker    | 4:05.70 | San Juan | 13 de julho de 1979 |

## Resultados

### Final
Estes foram os resultados:
| Pos. | Ordem | Atleta              | Nacionalidade      | Tempo   | Notas           |
| ---- | ----- | ------------------- | ------------------ | ------- | --------------- |
| 01 ! | 7     | Joselyn Brea        | VEN Venezuela      | 4:11.80 |                 |
| 02 ! | 6     | Daily Cooper        | CUB Cuba           | 4:11.86 |                 |
| 03 ! | 10    | Emily Mackay        | USA Estados Unidos | 4:12.02 |                 |
| 4    | 9     | Alma Cortes         | MEX México         | 4:14.44 |                 |
| 5    | 2     | Anita Poma          | PER Peru           | 4:14.44 | Recorde pessoal |
| 6    | 5     | Maria Pia Fernandez | URU Uruguai        | 4:15.20 |                 |
| 7    | 8     | Kate Current        | CAN Canadá         | 4:16.65 |                 |
| 8    | 3     | Josefa Quezada      | CHI Chile          | 4:18.92 |                 |
| 9    | 1     | Anahi Alvarez       | MEX México         | 4:20.52 | Recorde pessoal |
| 10   | 4     | Mariana Borelli     | ARG Argentina      | 4:28.37 |                 |

Legenda
| Recorde mundial                  | Recorde mundial (World record)               |                       | Recorde africano                      | Recorde africano (African) |                                           | Q | Classificado por posição (Qualified) |
| Recorde dos Jogos Pan-Americanos | Recorde pan-americano (Pan-American record)  | Recorde da América    | Recorde da América (Americas)         | q                          | Classificado por melhor tempo (Qualified) |   |                                      |
| Melhor marca do ano              | Melhor marca do ano (World leading)          | Recorde asiático      | Recorde asiático (Asian)              | DNS                        | Não largou (Did not start)                |   |                                      |
| Recorde nacional                 | Recorde nacional (National record)           | Recorde europeu       | Recorde europeu (European)            | DNF                        | Não terminou (Did not finish)             |   |                                      |
| Recorde pessoal                  | Recorde pessoal do atleta (Personal best)    | Recorde da Oceania    | Recorde da Oceania (Oceania)          | DSQ / DQ                   | Desclassificado (Disqualified)            |   |                                      |
| Recorde da temporada             | Recorde da temporada do atleta (Season best) | Recorde sul-americano | Recorde sul-americano (South America) | NM                         | Sem marca (No mark)                       |   |                                      |